# La scoperta (film 1969)
La scoperta è un film del 1969 diretto da Elio Piccon.
Il film è girato in una piccola borgata di Roma. 

## Trama
Un gruppo di giovani ha come passatempo la fotografia. Un giorno decidono di provare a realizzare un fotoromanzo, ambientato al Colosseo. Per attirare le persone necessarie alle riprese i due ragazzi di nome Alberto e Walter, ispirandosi ad un evento di cronaca, scrivono una lettera anonima che, per caso, viene recapitata presso un collegio paolino di Roma. Questa lettera dichiara che una persona si suiciderà lanciandosi dal Colosseo. I giovani di un collegio paolino letta la lettera pensano che il giovane Alberto sia il possibile suicida. Riuniti decidono di aiutarlo accogliendolo nel loro istituto. Qui Alberto troverò amici sinceri e attività come la fotografia a lui care. La mamma di Alberto si reca all'istituto Paolini per riportare il ragazzo a casa; ma con suo grande sconcerto Alberto comunica che in quel posto si trova bene e non vuole tornare a casa.